# Edmondson Park
Edmondson Park är en del av en befolkad plats i Australien. Den ligger i kommunen Liverpool och delstaten New South Wales, i den sydöstra delen av landet, omkring 34 kilometer väster om delstatshuvudstaden Sydney. Antalet invånare är 423.
Runt Edmondson Park är det tätbefolkat, med 591 invånare per kvadratkilometer.. Närmaste större samhälle är Auburn, omkring 20 kilometer nordost om Edmondson Park. 
I omgivningarna runt Edmondson Park växer i huvudsak städsegrön lövskog. Genomsnittlig årsnederbörd är 1 288 millimeter. Den regnigaste månaden är februari, med i genomsnitt 215 mm nederbörd, och den torraste är juli, med 34 mm nederbörd.